# ۳۱ (فیلم)
۳۱ فیلمی مستقل در سبک ترسناک به کارگردانی راب زامبی است که در سال ۲۰۱۶ منتشر شد.